# Langues en Somalie
La langue officielle de la Somalie est le somali (qui connaît diverses variations), et l'arabe est la seconde langue. L'italien et l'anglais sont les anciennes langues coloniales et jouissent d'un statut particulier : elles sont exclusivement utilisées dans l'enseignement supérieur.

## Situation des langues étrangères
L'italien était la langue universitaire jusqu'en 1991 : en 1985, il y avait entre 15 000 et 35 000 locuteurs en seconde langue, et 5 000 Italiens résidaient encore en Somalie à cette époque. De nombreux Somaliens qui savaient parler italien ont oublié la langue, faute de pouvoir parler avec des italophones. De plus, la guerre civile ayant fait disparaître l'État somalien en 1991, a accru l'isolement du pays depuis au moins fin 1990 (des régions entières n'étaient déjà plus aux mains du pouvoir somalien depuis 1987). Ainsi, il ne restait que trois résidents italiens en 2013, la plus grande partie ayant fui le pays avant 1992 et le début des hostilités.  
Depuis 2006, l'italien n'est plus mentionné dans la constitution (provisoire et non définitive), l'État somalien souhaitant favoriser la langue somalie, et l'anglais (en langue étrangère).  
L'anglais est souvent utilisé dans l'administration au Somaliland, ex-colonie britannique. Dans le reste de la Somalie, il est enseigné dans quelques rares écoles privées, surtout à Mogadiscio, pour une partie de la classe aisée.
L'arabe est utilisé comme langue liturgique et commerciale, mais peu de Somaliens le parlent. De nombreux exilés somaliens travaillent cependant dans des pays arabophones.
En 2018, la majorité des 20 000 soldats de l'AMISOM envoyés par l'Union Africaine au nom de l'ONU, pour aider à faire renaître l'état somalien, étaient généralement anglophones.

## Quelques statistiques
- Langues des sites en .so (%, 2017)[3] :

| Anglais | 42 |
| Chinois | 30 |
| Coréen  | 11 |

- Langues de consultation de Wikipédia (%, 2013)[4] :

| Anglais | 87 |
| Arabe   | 7  |
| Somali  | 3  |

La présence du chinois et du coréen, qui ne sont pas des langues locales, s'explique par la présence de membres de l'ONU ou d'autres organisations internationales sur place, qui sont des ressortissants soit de Taïwan (République de Chine), soit de Chine populaire, tout comme les Coréens, qui sont surtout présents dans les actions humanitaires. Il y a une forte délégation de diplomates, et ressortissants Chinois de Taïwan au Somaliland, dont des coopérants. L'accès à Internet est très rare en Somalie, et concerne surtout l'élite ou les personnes fortunées, d'autant plus qu'une grande partie de la population est analphabète. Les statistiques font aussi apparaître que l'italien, ancienne langue coloniale, et donc, jadis parlée par l'élite, a disparu. L'anglais confirme son importance de plus en plus grande. Au Somaliland, les cybercafés sont accessibles dans les grandes villes.   
- Langues d'interface de Google Somalie[5],[6] :

1. Somali
2. Arabe
3. Anglais